# ᵪ
Cette page contient des caractères spéciaux ou non latins. S’ils s’affichent mal (▯, ?, etc.), consultez la page d’aide Unicode.
ᵪ, appelée chi en indice ou chi inférieur, est un symbole de l’alphabet phonétique ouralique, notamment par Kustaa Fredrik Karjalainen. Il est formé de la lettre grecque chi mise en indice.

## Utilisation
Kustaa Fredrik Karjalainen utilise le chi en indice pour indiquer une prononciation fricative vélaire de semivoyelles u̯ᵪ et u͕̯ᵪ dans la transcription du khanty.

## Représentations informatiques
La chi en indice peut être représenté avec les caractères Unicode suivants (extensions phonétiques) :
| formes       | représentations | chaînes de caractères | points de code | descriptions                | note                            |
| ------------ | --------------- | --------------------- | -------------- | --------------------------- | ------------------------------- |
| modificative | ᵪ               | ᵪ                     | U+1D6A         | indice lettre minuscule chi | codé pour le symbole phonétique |

## Sources
- (en) Finlande, Irlande, Norvège ISO/IEC JTC1/SC2/WG2, Uralic Phonetic Alphabet characters for the UCS, 20 mars 2002 (lire en ligne)
- (de) K. F. Karjalainen, Zur ostjakischen Lautgeschichte. I. Über den Vokalismus der ersten Silbe., Helsinki, Société finno-ougrienne (Suomalais-ugrilainen seura), coll. « Mémoires de la Société finno-ougrienne » (no 23), 1905, xviii+304 (lire en ligne)
- (de) K. F. Karjalainen et Y. H. Toivonen, Ostjakisches Wörterbuch, Helsinki, Suomalais-ugrilainen seura, coll. « Lexica Societatis Fenno-ugricae » (no 10), 1948
- (de) H. Paasonens, Mordwinisches Wörterbuch, zusammengestellt von Kaino Heikkilä, vol. 1, Helsinki, Suomalais-Ugrilainen Seura, coll. « Lexica Societatis Fenno-Ugricae » (no 23), 1990